# Список депутатов Верховного Совета Украинской ССР 7-го созыва

Верховный Совет УССР 7-го созыва:
- Начало полномочий: 12 марта 1967 года.
- Окончание полномочий: 14 июля 1971 года.
- Состав: 469 депутатов ( выбыло / доизбрано  — 10 депутатов).
- Сессии: 8 (Киев).

| №   | Фамилия, имя, отчество               | Область / город           | Избирательный округ                   | Должность                                                                                          | Примечания           |
| --- | ------------------------------------ | ------------------------- | ------------------------------------- | -------------------------------------------------------------------------------------------------- | -------------------- |
| 1   | Абрамчук, Анна Ивановна              | Хмельницкая область       | Деражнянский № 416                    | Председатель колхоза имени Шевченко Деражнянского района                                           |                      |
| 2   | Авилов, Олег Владимирович            | Винницкая область         | Шаргородский № 35                     | Заведующий отделом химической промышленности и нефтепереработки ЦК КПУ                             |                      |
| 3   | Ададурова, Анна Петровна             | Запорожская область       | Ореховский № 167                      | Звеньевая колхоза «Ленинский путь» Ореховского района                                              |                      |
| 4   | Азаров, Владимир Николаевич          | Луганская область         | Новопсковский № 250                   | 2-й секретарь Луганского областного комитета КПУ                                                   |                      |
| 5   | Азаров, Николай Трифонович           | Донецкая область          | Шахтёрский № 116                      | Бригадир рабочих очистного забоя шахты «Постниковская» № 1 треста «Шахтёрскантрацит»               |                      |
| 6   | Алечко, Мария Михайловна             | Закарпатская область      | Тячевский № 150                       | Доярка колхоза имени Ленина Тячевского района                                                      |                      |
| 7   | Алмазова, Любовь Михайловна          | Луганская область         | Каменнобродский № 231                 | Ткачиха Луганского тонкосуконного комбината                                                        |                      |
| 8   | Андреевский, Валентин Павлович       | Харьковская область       | Червонозаводский № 383                | Бригадир комплексной бригады наладчиков Харьковского механического завода                          |                      |
| 9   | Андрианов, Владимир Николаевич       | Николаевская область      | Ленинский № 284                       | Директор Николаевского судостроительного завода имени 61 Коммунара                                 |                      |
| 10  | Андрианов, Сергей Николаевич         | Днепропетровская область  | Петровский № 53                       | Заместитель председателя Совета Министров СССР, председатель Госстроя УССР                         |                      |
| 11  | Андриенко, Леонид Васильевич         | Винницкая область         | Липовецкий № 25                       | Заведующий сельскохозяйственным отделом ЦК КПУ                                                     |                      |
| 12  | Ануфриева, Ольга Сергеевна           | Киев                      | Шевченковский № 13                    | Раскройщица 6-й Киевской обувной фабрики                                                           |                      |
| 13  | Апостол, Александр Петрович          | Винницкая область         | Могилёв-Подольский № 16               | Звеньевой колхоза «Украина» Могилёв-Подольского района                                             |                      |
| 14  | Арендарь, Пётр Саввич                | Черниговская область      | Нежинский № 454                       | 1-й секретарь Нежинского районного комитета КПУ                                                    |                      |
| 15  | Бабенко, Нина Ивановна               | Полтавская область        | Решетиловский № 331                   | Заведующий фермой колхоза имени Жданова Решетиловского района                                      |                      |
| 16  | Бабийчук, Ростислав Владимирович     | Николаевская область      | Баштанский № 287                      | Министр культуры УССР                                                                              |                      |
| 17  | Бабич, Дмитрий Иванович              | Житомирская область       | Андрушевский № 130                    | Звеньевой колхоза «Победа» Андрушевского района                                                    |                      |
| 18  | Багратуни, Георгий Рубенович         | Днепропетровская область  | Павлоградский № 68                    | Министр монтажных и специальных строительных работ УССР                                            |                      |
| 19  | Бажан, Николай Платонович            | Луганская область         | Ровеньковский № 242                   | Поэт, главный редактор Украинской советской энциклопедии, академик АН УССР                         |                      |
| 20  | Бажанов, Юрий Павлович               | Харьковская область       | Чугуевский № 399                      | Начальник Военной Артиллерийской радиотехнической академии ПВО, маршал артиллерии                  |                      |
| 21  | Базилевич, Наталья Карповна          | Харьковская область       | Краснокутский № 395                   | Бригадир колхоза «Маяк» Краснокутского района                                                      |                      |
| 22  | Бакланов, Григорий Митрофанович      | Ровенская область         | Ровенский городской № 334             | Министр промышленности строительных материалов УССР                                                |                      |
| 23  | Балаграк, Мария Степановна           | Ивано-Франковская область | Косовский № 177                       | Ковровщица Косовской фабрики художественных изделий имени Шевченко                                 |                      |
| 24  | Бандровский, Генрих Иосифович        | Львовская область         | Львовский-Центральный № 260           | 1-й секретарь Львовского городского комитета КПУ                                                   |                      |
| 25  | Баранова, Акулина Григорьевна        | Сумская область           | Путивльский № 356                     | Звеньевая колхоза «Первое мая» Буринского района                                                   |                      |
| 26  | Барановский, Анатолий Максимович     | Полтавская область        | Лохвицкий № 326                       | Министр финансов УССР                                                                              |                      |
| 27  | Барыльник, Тимофей Григорьевич       | Николаевская область      | Братский № 288                        | Председатель исполкома Николаевского областного совета                                             |                      |
| 28  | Баталов, Григорий Михайлович         | Черниговская область      | Бахмачский № 456                      | Командующий 1-й Отдельной армии Киевского военного округа, генерал-лейтенант                       |                      |
| 29  | Беднягин, Анатолий Иванович          | Одесская область          | Раздельнянский № 312                  | Член Военного Совета — начальник Политуправления Одесского военного округа, генерал-лейтенант      |                      |
| 30  | Бедрус, Елена Юрьевна                | Ивано-Франковская область | Ивано-Франковский № 175               | Доярка колхоза «Правда» Ивано-Франковского района                                                  |                      |
| 31  | Бездетко, Андрей Павлович            | Харьковская область       | Красноградский № 394                  | Председатель исполкома Харьковского областного совета                                              | Доизбран 26.01.1969  |
| 32  | Безклинская, Анна Яковлевна          | Полтавская область        | Кременчугский № 325                   | Старший зоотехник колхоза имени Мичурина Кременчугского района                                     |                      |
| 33  | Безрук, Павел Фёдорович              | Ивано-Франковская область | Снятинский № 181                      | 2-й секретарь Ивано-Франковского областного комитета КПУ                                           |                      |
| 34  | Белецкий, Николай Данилович          | Донецкая область          | Селидовский № 111                     | Проходчик шахтоуправления № 10 «Кураховка» треста «Селидовуголь»                                   |                      |
| 35  | Белоколос, Дмитрий Захарович         | Донецкая область          | Торезский № 114                       | Министр иностранных дел УССР                                                                       |                      |
| 36  | Белоконь, Александра Григорьевна     | Днепропетровская область  | Центрально-Городской № 63             | Заведующий учебной части средней школы № 12 г. Кривого Рога                                        |                      |
| 37  | Белоус, Мечеслав Дмитриевич          | Винницкая область         | Хмельницкий № 34                      | Председатель колхоза «Дружба» Хмельницкого района                                                  |                      |
| 38  | Беляков, Александр Павлович          | Ивано-Франковская область | Ивано-Франковский городской № 169     | Слесарь Ивано-Франковского приборостроительного завода                                             | Умер в 1969 году     |
| 39  | Биров, Антонин Александрович         | Закарпатская область      | Виноградовский № 145                  | Председатель колхоза «Пограничник» Виноградовского района                                          |                      |
| 40  | Бойко, Константин Петрович           | Черниговская область      | Щорский № 469                         | Управляющий делами Совета Министров УССР                                                           |                      |
| 41  | Бойко, Степан Карпович               | Полтавская область        | Диканский № 321                       | Председатель исполкома Полтавского областного совета                                               |                      |
| 42  | Бойцун, Стефания Константиновна      | Тернопольская область     | Тернопольский № 361                   | Председатель колхоза «Красный маяк» Тернопольского района                                          |                      |
| 43  | Бондарь, Владимир Васильевич         | Черкасская область        | Городищенский № 431                   | Слесарь Городищенского сахарного комбината                                                         |                      |
| 44  | Бондарь, Нина Михайловна             | Херсонская область        | Комсомольский № 401                   | Бригадир маляров Херсонского судостроительного завода                                              |                      |
| 45  | Братусь, Василий Дмитриевич          | Житомирская область       | Житомирский № 134                     | Министр здравоохранения УССР                                                                       | Доизбран 20.07.1969  |
| 46  | Братченко, Иван Иович                | Львовская область         | Турковский № 281                      | Министр автомобильного транспорта и шоссейных дорог УССР                                           |                      |
| 47  | Брацлавская, Мария Харитоновна       | Винницкая область         | Немировский № 28                      | Доярка колхоза «Украина» Немировского района                                                       |                      |
| 48  | Бугаенко, Леонид Григорьевич         | Винницкая область         | Погребищенский № 29                   | Председатель исполкома Винницкого областного совета                                                |                      |
| 49  | Бурка, Михаил Иосифович              | Киев                      | Ленинградский № 5                     | Председатель исполкома Киевского городского совета                                                 |                      |
| 50  | Бурлака, Алексей Иванович            | Волынская область         | Луцкий № 37                           | Бригадир слесарей-монтажников Луцкого строительного управления № 72                                |                      |
| 51  | Бурмистров, Александр Александрович  | Донецкая область          | Добропольский № 93                    | Заведующий отделом тяжёлой промышленности ЦК КПУ                                                   |                      |
| 52  | Бутенко, Григорий Прокофьевич        | Ровенская область         | Сарненский № 344                      | Заместитель председателя Совета Министров СССР                                                     |                      |
| 53  | Варава, Борис Афанасьевич            | Донецкая область          | Орджоникидзевский № 100               | Старший горновой Ждановского металлургического завода «Азовсталь»                                  |                      |
| 54  | Васляев, Владимир Александрович      | Николаевская область      | Врадиевский № 290                     | 2-й секретарь Николаевского областного комитета КПУ                                                |                      |
| 55  | Ватченко, Алексей Федосеевич         | Днепропетровская область  | Новомосковский № 71                   | 1-й секретарь Днепропетровского областного комитета КПУ                                            |                      |
| 56  | Вахула, Михаил Георгиевич            | Львовская область         | Львовский-Октябрьский № 257           | Токарь Львовского завода автопогрузчиков                                                           |                      |
| 57  | Ващенко, Вера Марковна               | Полтавская область        | Кременчугский городской № 318         | Слесарь Крюковского вагоностроительного завода                                                     |                      |
| 58  | Ведута, Павел Филиппович             | Одесская область          | Березовский № 306                     | Председатель колхоза имени XXII съезда КПСС Березовского района                                    |                      |
| 59  | Вивдиченко, Иван Иванович            | Житомирская область       | Коростышевский № 135                  | Заведующий отделом организационно-партийной работы ЦК КПУ                                          |                      |
| 60  | Вилесов, Геннадий Иванович           | Луганская область         | Рубежанский № 243                     | Министр химической промышленности УССР                                                             |                      |
| 61  | Винокурова, Галина-Иванна Михайловна | Львовская область         | Николаевский № 272                    | Старший аппаратчик Роздольского горно-химического комбината                                        |                      |
| 62  | Вицюк, Ольга Ивановна                | Киев                      | Красноармейский № 11                  | Шлифовальщица Киевской мебельной фабрики имени Боженко                                             |                      |
| 63  | Власенко, Георгий Ефимович           | Харьковская область       | Октябрьский № 375                     | Председатель исполкома Харьковского городского совета                                              | Умер в 1968 году     |
| 64  | Власов, Василий Иванович             | Киев                      | Щербаковский № 14                     | Директор Киевского машиностроительного завода имени Артёма                                         |                      |
| 65  | Вовк, Яков Кононович                 | Черкасская область        | Шполянский № 443                      | Комбайнёр колхоза имени Петровского Шполянского района                                             |                      |
| 66  | Волк, Фекла Юрьевна                  | Львовская область         | Жидачевский № 269                     | Доярка совхоза «Ходоровский» Жидачевского района                                                   |                      |
| 67  | Воробец, Марта Михайловна            | Ивано-Франковская область | Рогатинский № 179                     | Звеньевая колхоза имени Маяковского Рогатинского района                                            |                      |
| 68  | Воронин, Павел Пантелеймонович       | Одесская область          | Беляевский № 307                      | 2-й секретарь Одесского областного комитета КПУ                                                    |                      |
| 69  | Воротников, Сергей Илларионович      | Луганская область         | Перевальский № 251                    | Бригадир комплексной бригады рабочих очистного забоя шахты имени Косиора треста «Коммунарскуголь»  |                      |
| 70  | Вьюницкий, Пётр Яковлевич            | Черниговская область      | Сребнинский № 467                     | Бригадир колхоза имени Калинина Варвинского района                                                 |                      |
| 71  | Вялова, Людмила Ивановна             | Крымская область          | Кировский № 224                       | Свинарка совхоза «Семисотка» Ленинского района                                                     |                      |
| 72  | Гаврик, Мария Николаевна             | Полтавская область        | Семёновский № 332                     | Звеньевая совхоза имени Куйбышева Оржицкого района                                                 |                      |
| 73  | Гаврилова, Татьяна Андреевна         | Черкасская область        | Тальновский № 439                     | Главный агроном совхоза Тальновского сахарного комбината                                           |                      |
| 74  | Гаевский, Юрий Фёдорович             | Одесская область          | Белгородский № 308                    | Заведующий отделом лёгкой и пищевой промышленности ЦК КПУ                                          |                      |
| 75  | Гаркуша, Николай Андреевич           | Херсонская область        | Голопристанский № 408                 | Министр мелиорации и водного хозяйства СССР                                                        |                      |
| 76  | Гедзун, Наталья Григорьевна          | Черкасская область        | Христиновский № 440                   | Звеньевая колхоза имени XX съезда КПСС Монастирищенского района                                    |                      |
| 77  | Герасимчук, Василий Макарович        | Волынская область         | Владимир-Волынский № 40               | Председатель колхоза «Комсомолец» Владимир-Волынского района                                       |                      |
| 78  | Геращенко, Вера Даниловна            | Харьковская область       | Богодуховский № 389                   | Зоотехник колхоза «Вперёд» Богодуховского района                                                   |                      |
| 79  | Гетманенко, Иван Григорьевич         | Харьковская область       | Сахновщинский № 398                   | 1-й секретарь Сахновщинского районного комитета КПУ                                                |                      |
| 80  | Гидикова, Анна Ивановна              | Одесская область          | Измаильский № 310                     | Доярка колхоза «Прогресс» Измаильского района                                                      |                      |
| 81  | Гиндич, Трофим Александрович         | Черкасская область        | Маньковский № 438                     | Председатель колхоза имени Близнюка Маньковского района                                            |                      |
| 82  | Глазков, Владимир Михайлович         | Харьковская область       | Железнодорожный № 376                 | Машинист-инструктор локомотивного депо имени Кирова станции Основа                                 | Умер в 1969 году     |
| 83  | Глух, Фёдор Кириллович               | Черниговская область      | Новгород-Северский № 464              | Прокурор УССР                                                                                      |                      |
| 84  | Глухов, Захар Николаевич             | Донецкая область          | Марьинский № 122                      | 1-й секретарь Марьинского районного комитета КПУ                                                   |                      |
| 85  | Глушков, Виктор Михайлович           | Одесская область          | Университетский № 300                 | Вице-президент АН УССР, директор Института кибернетики АН УССР                                     |                      |
| 86  | Глущенко, Анатолий Павлович          | Донецкая область          | Ясиноватский № 125                    | Тракторист колхоза «Рассвет» Ясиноватского района                                                  |                      |
| 87  | Голобородько, Илья Иванович          | Херсонская область        | Бериславский № 404                    | Управляющий делами ЦК КПУ                                                                          |                      |
| 88  | Головатюк, Иван Филиппович           | Тернопольская область     | Чертковский № 372                     | Машинист тепловоза локомотивного депо станции Чертков                                              |                      |
| 89  | Головкин, Василий Яковлевич          | Донецкая область          | Старобешевский № 124                  | Член Военного Совета — начальник Политуправления Киевского военного округа, генерал-лейтенант      |                      |
| 90  | Головко, Екатерина Ивановна          | Кировоградская область    | Кремгесовский № 201                   | Бульдозеристка управления строительства комбината «Днепроэнергостройиндустрия»                     |                      |
| 91  | Головченко, Иван Харитонович         | Луганская область         | Кировский № 236                       | Министр охраны общественного порядка УССР                                                          |                      |
| 92  | Гонда, Михаил Степанович             | Донецкая область          | Ильичёвский № 99                      | Сталевар Ждановского металлургического завода имени Ильича                                         |                      |
| 93  | Гончарова, Зоя Ефимовна              | Херсонская область        | Великоалександровский № 406           | Заведующий Золотобалковской участковой больницы Нововоронцовского района                           |                      |
| 94  | Горбач, Михаил Иванович              | Черниговская область      | Прилукский № 455                      | Комбайнёр колхоза «Правда» Прилукского района                                                      |                      |
| 95  | Горпинич, Любовь Наумовна            | Житомирская область       | Олевский № 139                        | Формировщица Олевского фарфорового завода                                                          |                      |
| 96  | Грабовский, Александр Владимирович   | Киевская область          | Чернобыльский № 198                   | Председатель колхоза имени Ленина Чернобыльского района                                            |                      |
| 97  | Григоращук, Василий Петрович         | Черновицкая область       | Кицманский № 449                      | Председатель колхоза имени Ленина Кицманского района                                               |                      |
| 98  | Григорьев, Михаил Григорьевич        | Винницкая область         | Гайсинский № 20                       | Командующий 43-й Винницкой ракетной армии, генерал-лейтенант                                       |                      |
| 99  | Гридасов, Дмитрий Матвеевич          | Донецкая область          | Волновахский № 119                    | Председатель исполкома Донецкого областного совета                                                 |                      |
| 100 | Грисенко, Николай Васильевич         | Сумская область           | Ахтырский № 355                       | 1-й секретарь Ахтырского районного комитета КПУ                                                    |                      |
| 101 | Грицук, Надежда Ивановна             | Винницкая область         | Винницкий № 19                        | Рафинеры Винницкого масложирового комбината                                                        |                      |
| 102 | Гришина, Мария Фёдоровна             | Херсонская область        | Новокаховский № 403                   | Бригадир виноградарей виносовхоза «Таврия» г. Новая Каховка                                        |                      |
| 103 | Громаков, Григорий Петрович          | Донецкая область          | Макеевский-Кировский № 107            | Старший вальцовщик Макеевского металлургического завода имени Кирова                               |                      |
| 104 | Громийчук, Пелагея Тимофеевна        | Кировоградская область    | Новоархангельский № 208               | Звеньевая-свекловод колхоза имени XX съезда КПСС Голованевского района                             |                      |
| 105 | Грунянский, Иван Иванович            | Закарпатская область      | Ужгородский № 142                     | Министр лесной, целлюлозно-бумажной и деревообрабатывающей промышленности УССР                     |                      |
| 106 | Гужва, Николай Матвеевич             | Харьковская область       | Московский № 380                      | Слесарь Харьковского моторостроительного завода «Серп и Молот»                                     |                      |
| 107 | Гузев, Виктор Степанович             | Запорожская область       | Запорожский-Орджоникидзевский № 155   | Сталевар Запорожского завода «Днепроспецсталь»                                                     |                      |
| 108 | Гуляев, Даниил Маркиянович           | Луганская область         | Станично-Луганский № 255              | 1-й секретарь Станично-Луганского райкома КПУ                                                      |                      |
| 109 | Гура, Екатерина Михайловна           | Харьковская область       | Люботинский № 396                     | Звеньевая совхоза «Писочинский» Харьковского района                                                |                      |
| 110 | Гуреев, Николай Михайлович           | Луганская область         | Старобельский № 256                   | Председатель исполкома Луганского областного совета                                                |                      |
| 111 | Гуржий, Екатерина Николаевна         | Крымская область          | Сакский № 227                         | Работница совхоза «Саки» Сакского района                                                           |                      |
| 112 | Гурин, Анатолий Александрович        | Сумская область           | Тростянецкий № 360                    | Машинист-инструктор локомотивных бригад депо станции Смородино                                     |                      |
| 113 | Давыденко, Лидия Фёдоровна           | Луганская область         | Сватовский № 252                      | Звеньевая колхоза имени Ленина Сватовского района                                                  |                      |
| 114 | Даденков, Юрий Николаевич            | Харьковская область       | Дзержинский № 374                     | Министр высшего и среднего специального образования УССР                                           |                      |
| 115 | Дегтярёв, Иван Иванович              | Луганская область         | Свердловский городской № 244          | Бригадир проходчиков шахтоуправления № 66—67 треста «Свердловуголь»                                |                      |
| 116 | Демидов, Виктор Митрофанович         | Черниговская область      | Черниговский № 468                    | 2-й секретарь Черниговского областного комитета КПУ                                                |                      |
| 117 | Демчак, Зинаида Лукьяновна           | Хмельницкая область       | Городокский № 415                     | Доярка колхоза имени Островского Городокского района                                               |                      |
| 118 | Демченко, Анастасия Ивановна         | Полтавская область        | Пирятинский № 329                     | Свинарка колхоза «Авангард» Пирятинского района                                                    |                      |
| 119 | Дикусаров, Владимир Григорьевич      | Закарпатская область      | Береговский № 144                     | 2-й секретарь Закарпатского областного комитета КПУ                                                |                      |
| 120 | Диптан, Ольга Климентьевна           | Киевская область          | Васильковский № 188                   | Звеньевая колхоза имени Васильковского района                                                      |                      |
| 121 | Добрик, Виктор Фёдорович             | Днепропетровская область  | Заводской № 56                        | 1-й секретарь Днепродзержинского городского комитета КПУ                                           |                      |
| 122 | Долгов, Степан Иванович              | Донецкая область          | Горловский-Никитовский № 89           | Бригадир проходчиков шахты № 2-бис Никитовского ртутного комбината                                 |                      |
| 123 | Долибец, Фёдор Данилович             | Житомирская область       | Дзержинский № 132                     | Председатель колхоза «Украина» Дзержинского района                                                 |                      |
| 124 | Долинюк, Евгения Алексеевна          | Тернопольская область     | Борщевский № 363                      | Звеньевая колхоза имени XXII съезда КПСС Борщевского района                                        |                      |
| 125 | Дорохович, Николай Ефимович          | Одесская область          | Киевский № 297                        | Бригадир грузчиков Ильичевского морского порта                                                     |                      |
| 126 | Дрозденко, Василий Иванович          | Черкасская область        | Черкасский городской № 428            | Секретарь ЦК КПУ                                                                                   |                      |
| 127 | Дубовый, Тимофей Филиппович          | Одесская область          | Белгород-Днестровский № 302           | Бригадир виносовхоза «Шабо» Белгород-Днестровского района                                          |                      |
| 128 | Дупко, Эльвира Павловна              | Закарпатская область      | Свалявский № 149                      | Полировщица мебели Свалявского лесокомбината                                                       |                      |
| 129 | Дыкин, Алексей Иванович              | Донецкая область          | Пролетарский № 84                     | Начальник территориального Главного управления по строительству «Главдонбасстрой»                  |                      |
| 130 | Дядик, Виктор Иванович               | Луганская область         | Первомайский № 241                    | Начальник шахты № 2 «Золотой» треста «Первомайскуголь»                                             |                      |
| 131 | Егудин, Илья Абрамович               | Крымская область          | Красногвардейский № 225               | Председатель колхоза «Дружба народов» Красногвардейского района                                    |                      |
| 132 | Екименко, Таисия Андреевна           | Сумская область           | Шосткинский № 348                     | Работница Шосткинского завода химических реактивов                                                 |                      |
| 133 | Ельченко, Юрий Никифорович           | Харьковская область       | Купянский № 385                       | 1-й секретарь ЦК ЛКСМУ                                                                             |                      |
| 134 | Ерёменко, Анатолий Петрович          | Ивано-Франковская область | Кольский № 176                        | Министр местной промышленности УССР                                                                | Умер 13.07.1970      |
| 135 | Ермаченко, Пётр Семёнович            | Луганская область         | Вахрушевский № 246                    | Управляющий трестом «Краснолучуголь»                                                               |                      |
| 136 | Ермаш, Валентина Максимовна          | Донецкая область          | Дебальцевский № 91                    | Дежурный электромонтёр вагонного депо станции Дебальцево-Сортировочная                             |                      |
| 137 | Ефимов, Александр Николаевич         | Хмельницкая область       | Чемеровецкий № 426                    | Командующий 57-й воздушной армии Прикарпатского военного округа, генерал-лейтенант авиации         |                      |
| 138 | Желюк, Филипп Алексеевич             | Винницкая область         | Тульчинский № 33                      | Председатель колхоза имени Суворова Тульчинского района                                            |                      |
| 139 | Жилин, Борис Алексеевич              | Днепропетровская область  | Новомосковский № 66                   | Мастер совхоза «Вольнянский» Новомосковского района                                                |                      |
| 140 | Журавлёв, Василий Иванович           | Одесская область          | Жовтневый № 294                       | Боцман теплохода «Солнечногорск» Черноморского пароходства                                         |                      |
| 141 | Журавский, Пётр Аверьянович          | Черкасская область        | Жашковский № 433                      | Звеньевой колхоза «Прогресс» Жашковского района                                                    |                      |
| 142 | Забигайло, Анатолий Андреевич        | Полтавская область        | Полтавский-Ленинский № 316            | Бригадир комплексной бригады строительно-монтажного управления «Полтавхиммашстрой»                 |                      |
| 143 | Заглада, Надежда Григорьевна         | Житомирская область       | Радомышльский № 141                   | Звеньевая колхоза имени 1 Мая Черняховского района                                                 |                      |
| 144 | Загородных, Александра Петровна      | Запорожская область       | Запорожский-Ленинский № 154           | Бригадир изолировщиков Запорожского трансформаторного завода                                       |                      |
| 145 | Зайковская, Татьяна Алексеевна       | Волынская область         | Киверцовский № 43                     | Заведующий детским отделением Киверцовской районной больницы                                       |                      |
| 146 | Зайчук, Владимир Игнатьевич          | Киевская область          | Ирпенский № 183                       | Председатель Верховного Суда УССР                                                                  |                      |
| 147 | Замула, Василий Никифорович          | Черниговская область      | Крупский № 461                        | Председатель исполкома Черниговского областного совета                                             |                      |
| 148 | Захарченко, Григорий Иванович        | Луганская область         | Северодонецкий № 245                  | Аппаратчик цеха лактама Северодонецкого химического комбината                                      |                      |
| 149 | Зелёный, Павел Петрович              | Житомирская область       | Коростенский № 128                    | Машинист тепловоза локомотивного депо станции Коростень                                            |                      |
| 150 | Зеленяк, Прасковья Карповна          | Черниговская область      | Носовский № 465                       | Слесарь Носовского сахарокомбината                                                                 |                      |
| 151 | Зленко, Андрей Никифорович           | Львовская область         | Каменка-Бугский № 271                 | Секретарь Президиума Верховного Совета УССР                                                        |                      |
| 152 | Злобин, Геннадий Карпович            | Харьковская область       | Коминтерновский № 378                 | Заведующий отделом строительства и городского хозяйства ЦК КПУ                                     |                      |
| 153 | Знак, Эмилия Степановна              | Львовская область         | Львовский Шевченковский № 261         | Швея фабрики № 2 Львовской швейной фирмы «Маяк»                                                    |                      |
| 154 | Золоторевская, Любовь Васильевна     | Днепропетровская область  | Приднепровский № 54                   | Газосварщица Приднепровской ГРЭС                                                                   |                      |
| 155 | Иванов, Александр Михайлович         | Крымская область          | Джанкойский № 223                     | Главный агроном совхоза «Новоджанкойский» Джанкойского района                                      |                      |
| 156 | Иванов, Борис Алексеевич             | Волынская область         | Камень-Каширский № 42                 | Начальник войск Западного пограничного округа КГБ СССР, генерал-майор                              |                      |
| 157 | Иванов, Николай Максимович           | Донецкая область          | Артёмовский № 86                      | Министр лёгкой промышленности УССР                                                                 |                      |
| 158 | Иванова, Янина Григорьевна           | Винницкая область         | Казатинский № 23                      | Телятница Юзефо-Николаевского сахарного комбината Козятинского района                              |                      |
| 159 | Иващенко, Мария Ивановна             | Запорожская область       | Запорожский-Димитровский № 152        | Шлифовальщица Запорожского моторостроительного завода                                              |                      |
| 160 | Игнатенко, Елена Владимировна        | Донецкая область          | Макеевский-Центрально-Городской № 109 | Бригадир маляров строительного управления № 6 треста «Макеевжилстрой»                              |                      |
| 161 | Изюмов, Анатолий Фёдорович           | Харьковская область       | Зимовский № 393                       | Бригадир слесарей-монтажников Змиевской ГРЭС                                                       |                      |
| 162 | Илькив, Стефания Емельяновна         | Ивано-Франковская область | Галицкий № 172                        | Трактористка колхоза «Заря» Галицкого района                                                       |                      |
| 163 | Ильяш, Иван Никитич                  | Тернопольская область     | Зборовский № 368                      | 2-й секретарь Тернопольского областного комитета КПУ                                               |                      |
| 164 | Искрич, Фёдор Маркович               | Сумская область           | Краснопольский № 351                  | Председатель колхоза «Завет Ленина» Краснопольского района                                         |                      |
| 165 | Ищенко, Александр Иванович           | Сумская область           | Глуховский № 350                      | 1-й секретарь Сумского областного комитета КПУ                                                     | Доизбран 17.03.1968  |
| 166 | Кайкан, Пётр Фёдорович               | Ивано-Франковская область | Богородчанский № 171                  | Председатель исполкома Ивано-Франковского областного совета                                        |                      |
| 167 | Калашникова, Надежда Кузьминична     | Днепропетровская область  | Нагорный № 52                         | Работница Днепропетровского производственного объединения обувных предприятий                      |                      |
| 168 | Калий, Наталья Сергеевна             | Сумская область           | Кролевецкий № 352                     | Свинарка колхоза имени Мичурина Кролевецкого района                                                |                      |
| 169 | Кальченко, Никифор Тимофеевич        | Тернопольская область     | Гусятинский № 365                     | 1-й заместитель председателя Совета Министров СССР                                                 |                      |
| 170 | Каменева, Майя Михайловна            | Кировоградская область    | Новоукраинский № 110                  | Звеньевая колхоза «Победа» Маловисковского района                                                  |                      |
| 171 | Каплаушенко, Михаил Фёдорович        | Черкасская область        | Смоленской № 429                      | 1-й секретарь Смоленского районного комитета КПУ                                                   |                      |
| 172 | Капто, Александр Семёнович           | Харьковская область       | Октябрьский № 375                     | 1-й секретарь ЦК ЛКСМУ                                                                             | Доизбран в 1969 году |
| 173 | Капшук, Ольга Порфирьевна            | Луганская область         | Брянковский № 234                     | Флотатор Криворожской центральной обогатительной фабрики треста «Луганскуглеобогащение»            |                      |
| 174 | Карпенко, Георгий Владимирович       | Львовская область         | Львовский-Железнодорожный № 258       | Директор Физико-механического института АН УССР г. Львов, академик АН УССР                         |                      |
| 175 | Карпов, Александр Александрович      | Харьковская область       | Киевский № 377                        | Слесарь-механик Харьковских слесарных мастерских                                                   |                      |
| 176 | Карпов, Владимир Фёдорович           | Донецкая область          | Ждановский № 97                       | Директор Ждановского завода тяжёлого машиностроения                                                |                      |
| 177 | Касиян, Василий Ильич                | Ивано-Франковская область | Долинский № 174                       | Председатель правления Союза художников Украины                                                    |                      |
| 178 | Касянчук, Иван Дмитриевич            | Ивано-Франковская область | Надворнянский № 178                   | Мастер-деревообработчик Делятинского лесокомбината Надворнянского района                           |                      |
| 179 | Качур, Василий Захарович             | Винницкая область         | Бершадский № 18                       | 1-й секретарь Бершадского районного комитета КПУ                                                   |                      |
| 180 | Киричевская, Мария Егоровна          | Луганская область         | Молодогвардейский № 249               | Птичница совхоза имени Октябрьской революции Краснодонского района                                 |                      |
| 181 | Кириченко, София Макаровна           | Полтавская область        | Хорольский № 333                      | Звеньевая колхоза «Украина» Миргородского района                                                   |                      |
| 182 | Ких, Мария Семёновна                 | Львовская область         | Львовский-Ленинский № 259             | Директор Львовского литературно-мемориального музея Ивана Франко                                   |                      |
| 183 | Кияс, Иван Трофимович                | Донецкая область          | Снежнянский № 113                     | Машинист угольного комбайна шахты № 22 шахтоуправления треста «Снежнянантрацит»                    |                      |
| 184 | Клименко, Василий Константинович     | Днепропетровская область  | Дзержинский № 58                      | Председатель Украинского республиканского совета профессиональных союзов                           |                      |
| 185 | Князь, Михаил Петрович               | Львовская область         | Дрогобычский № 263                    | Токарь Дрогобычского долотного завода                                                              |                      |
| 186 | Ковалёва, Ольга Алексеевна           | Луганская область         | Ленинский № 232                       | Главный врач Луганского городского родильного дома № 1                                             |                      |
| 187 | Коваленко, Иван Маркович             | Полтавская область        | Гадячский № 319                       | Буровой мастер Глинско-Розбышевской партии Миргородской конторы бурения                            |                      |
| 188 | Ковпак, Сидор Артемьевич             | Сумская область           | Глуховский № 350                      | Заместитель Председателя Президиума Верховного Совета УССР, генерал-майор                          | Умер 11.12.1967      |
| 189 | Козак, Анна Петровна                 | Житомирская область       | Овручский № 138                       | Доярка колхоза имени Ленина Овручского района                                                      |                      |
| 190 | Козаченко, Василий Павлович          | Кировоградская область    | Кировоградский № 204                  | Секретарь правления Союза писателей Украины                                                        |                      |
| 191 | Коленда, Нина Ивановна               | Волынская область         | Любомльский № 44                      | Свинарка колхоза «Рассвет» Любомльского района                                                     |                      |
| 192 | Колесник, Василий Артёмович          | Сумская область           | Роменский № 357                       | Командующий ВВС Киевского военного округа, генерал-лейтенант авиации                               |                      |
| 193 | Колесник, Феодосий Дмитриевич        | Закарпатская область      | Перечинский № 147                     | Председатель правления Укоопсоюза                                                                  |                      |
| 194 | Колосова, Екатерина Антоновна        | Сумская область           | Белопольский № 349                    | Председатель правления Украинского общества дружбы и культурной связи с зарубежными странами       |                      |
| 195 | Колотуха, Яков Яковлевич             | Ивано-Франковская область | Кольский № 176                        | Инспектор ЦК КПУ, секретарь Президиума Верховного Совета УССР                                      | Доизбран 18.10.1970  |
| 196 | Кондуфор, Юрий Юрьевич               | Одесская область          | Любашевский № 311                     | Заведующий отделом науки и культуры ЦК КПУ                                                         |                      |
| 197 | Консовский, Михаил Владиславович     | Черкасская область        | Драбовский № 432                      | Директор совхоза «Коминтерн» Чернобаевского района                                                 |                      |
| 198 | Корень, Иван Свиридович              | Кировоградская область    | Бобринецкий № 203                     | Председатель колхоза имени Кирова Компанеевского района                                            |                      |
| 199 | Корж, Николай Афанасьевич            | Черкасская область        | Каневский № 436                       | Председатель исполкома Черкасского областного совета                                               | Доизбран 07.01.1968  |
| 200 | Корнейчук, Александр Евдокимович     | Винницкая область         | Литинский № 26                        | Писатель, секретарь Правления Союза писателей СССР                                                 |                      |
| 201 | Корниенко, Иван Фёдорович            | Донецкая область          | Петровский № 83                       | Бригадир рабочих очистного забоя шахты № 4-21 треста «Петровскуголь»                               |                      |
| 202 | Коровайнюк, Антонина Лукьяновна      | Одесская область          | Великомихайловский № 309              | Комбайнёр колхоза имени Горького Великомихайловского района                                        |                      |
| 203 | Королёва, Оксана Михайловна          | Крымская область          | Евпаторийский № 217                   | Заведующий медицинской части санатория «Ударник» г. Евпатория                                      |                      |
| 204 | Короленко, Лидия Ивановна            | Донецкая область          | Володарский № 120                     | Главный зоотехник колхоза имени Ленина Володарского района                                         |                      |
| 205 | Коротченко, Демьян Сергеевич         | Житомирская область       | Житомирский № 134                     | Председатель Президиума Верховного Совета УССР                                                     | Умер 07.04.1969      |
| 206 | Костенко, Раиса Акимовна             | Кировоградская область    | Александрийский городской № 202       | Учительница Александрийской восьмилетней школы № 4                                                 |                      |
| 207 | Кошевский, Пётр Сидорович            | Кировоградская область    | Новомиргородский № 209                | Председатель исполкома Кировоградского областного совета                                           |                      |
| 208 | Кравец, Анна Николаевна              | Львовская область         | Мостисский № 273                      | Звеньевая колхоза имени Я. Галана Мостисского района                                               |                      |
| 209 | Кравченко, Илларион Моисеевич        | Черновицкая область       | Новоселицкий № 450                    | 2-й секретарь Черновицкого областного комитета КПУ                                                 |                      |
| 210 | Кременицкий, Виктор Александрович    | Житомирская область       | Емильченский № 133                    | Председатель исполкома Житомирского областного совета                                              |                      |
| 211 | Крепостняк, Лидия Ильинична          | Винницкая область         | Крыжопольский № 24                    | Врач Соколовской участковой больницы Крыжопольского района                                         |                      |
| 212 | Кривда, Виктор Георгиевич            | Ровенская область         | Березновский № 335                    | 2-й секретарь Ровенского областного комитета КПУ                                                   |                      |
| 213 | Кривенок, Алексей Фёдорович          | Запорожская область       | Васильевский № 162                    | Бригадир проходчиков Запорожского железорудного комбината г. Днепрорудное                          |                      |
| 214 | Кривонос, Пётр Фёдорович             | Житомирская область       | Попельнянский № 140                   | Начальник Юго-Западной железной дороги                                                             |                      |
| 215 | Кривошеев, Владимир Иванович         | Запорожская область       | Токмакский № 160                      | Председатель Украинского объединения Совета Министров СССР «Укрсельхозтехника»                     |                      |
| 216 | Круглич, Геннадий Михайлович         | Киев                      | Советский № 10                        | Слесарь-сборщик Киевского приборостроительного завода                                              |                      |
| 217 | Круглый, Георгий Михайлович          | Одесская область          | Центральный № 301                     | Директор Одесского судоремонтного завода № 1                                                       |                      |
| 218 | Круковская, Анна Григорьевна         | Львовская область         | Самборский № 264                      | Звеньевая колхоза «Прогресс» Самборского района                                                    |                      |
| 219 | Крупа, Евгений Иванович              | Тернопольская область     | Бережанский № 362                     | Аппаратчик Козовского сахарного завода                                                             |                      |
| 220 | Крыжановская, Инна Илларионовна      | Днепропетровская область  | Октябрьский № 48                      | Ректор Днепропетровского медицинского института                                                    |                      |
| 221 | Кузь, Василий Иосифович              | Тернопольская область     | Залещицкий № 366                      | Тракторист колхоза имени Ленина Залещицкого района                                                 |                      |
| 222 | Кузьменко, Николай Ильич             | Львовская область         | Золочевский № 270                     | 1-й секретарь Золочевского районного комитета КПУ                                                  |                      |
| 223 | Кулик, Фёдор Владимирович            | Хмельницкая область       | Новоушицкий № 422                     | Комбайнёр колхоза имени Горького Виньковецкого района                                              |                      |
| 224 | Кулинич, Лидия Ефимовна              | Сумская область           | Конотопский № 346                     | Доярка совхоза Дубовязовского сахарного комбината Конотопского района                              |                      |
| 225 | Курченко, Василий Ерофеевич          | Полтавская область        | Глобинский № 320                      | Председатель колхоза имени Мичурина Глобинского района                                             |                      |
| 226 | Кусенко, Ольга Яковлевна             | Киевская область          | Броварской № 187                      | Артистка Украинского государственного академического драматического театра имени Ивана Франко      |                      |
| 227 | Кутахов, Павел Степанович            | Запорожская область       | Куйбышевский № 165                    | Командующий 48-й воздушной армией Одесского военного округа, генерал-лейтенант авиации             |                      |
| 228 | Ладане, Анна Михайловна              | Закарпатская область      | Мукачевский № 143                     | Звеньевая колхоза имени Ленина Мукачевского района                                                 |                      |
| 229 | Ластовецкая, Татьяна Семёновна       | Донецкая область          | Горловский-Калининский № 88           | Аппаратчица Горловского химического завода                                                         |                      |
| 230 | Ласюк, Мария Петровна                | Винницкая область         | Тростянецкий № 32                     | Звеньевая колхоза «Победа» Тростянецкого района                                                    |                      |
| 231 | Левицкая, Прасковья Ивановна         | Ивано-Франковская область | Ивано-Франковский городской № 169     | Швея Ивано-Франковской фабрики художественных изделий имени Розы Люксембург                        | Доизбрана 28.09.1969 |
| 232 | Левченко, Иван Федотович             | Хмельницкая область       | Волочисский № 414                     | Председатель исполкома Хмельницкого областного совета                                              |                      |
| 233 | Левчик, Валентина Николаевна         | Черкасская область        | Золотоношский № 435                   | Доярка колхоза «Большевик» Золотоношского района                                                   |                      |
| 234 | Левчук, Тимофей Васильевич           | Львовская область         | Бориславский № 262                    | Председатель Союза работников кинематографии Украины                                               |                      |
| 235 | Легунов, Григорий Андреевич          | Херсонская область        | Генический № 407                      | Председатель колхоза «Грузия» Генического района                                                   |                      |
| 236 | Леонович, Ольга Мефодиевна           | Одесская область          | Тарутинский № 314                     | Телятница совхоза «Днестровский» Арцизского района                                                 |                      |
| 237 | Леско, Василий Прокопович            | Ровенская область         | Здолбуновский № 340                   | Машинист вращающейся печи Здолбуновского цементно-шиферного комбината                              |                      |
| 238 | Лесняк, Михаил Михайлович            | Кировоградская область    | Кировоградский № 207                  | 2-й секретарь Кировоградского областного комитета КПУ                                              |                      |
| 239 | Либа, Мария Игнатьевна               | Хмельницкая область       | Красиловский № 420                    | Звеньевая колхоза «Советская Украина» Красиловского района                                         |                      |
| 240 | Лилика, Анна Иосифовна               | Черниговская область      | Бобровицкий № 457                     | Агроном свеклосовхоза Бобровицкого сахарокомбината Бобровицкого района                             |                      |
| 241 | Литвин, Павел Иванович               | Волынская область         | Ратновский № 45                       | 2-й секретарь Волынского областного комитета КПУ                                                   |                      |
| 242 | Лобода, Алексанр Павлович            | Киевская область          | Таращанский № 196                     | Тракторист колхоза «Прогресс» Таращанского района                                                  |                      |
| 243 | Логвин, Елена Ивановна               | Днепропетровская область  | Орджоникидзевский № 67                | Председатель колхоза «Заря коммунизма» Апостоловского района                                       |                      |
| 244 | Логозинский, Николай Евгеньевич      | Луганская область         | Славяносербский № 254                 | Бригадир совхоза «Калинове» Славяносербского района                                                |                      |
| 245 | Локтионова, Евгения Тихоновна        | Донецкая область          | Дружковский № 94                      | Токарь Дружковского машиностроительного завода                                                     |                      |
| 246 | Лопатинская, Лидия Николаевна        | Одесская область          | Ширяевский № 315                      | Доярка колхоза «Украина» Ширяевского района                                                        |                      |
| 247 | Лосева, Полина Тимофеевна            | Николаевская область      | Николаевский № 292                    | Свинарка совхоза «Коммунист» Николаевского района                                                  |                      |
| 248 | Лубенец, Григорий Кузьмич            | Полтавская область        | Полтавский-Октябрьский № 317          | Министр строительства предприятий тяжёлой индустрии УССР                                           |                      |
| 249 | Луговской, Алексей Иванович          | Луганская область         | Коммунарский № 237                    | Сталевар мартеновского цеха Коммунарского металлургического завода                                 |                      |
| 250 | Лукьянов, Борис Николаевич           | Хмельницкая область       | Ярмолинский № 427                     | Министр лесного хозяйства УССР                                                                     |                      |
| 251 | Лутак, Иван Кондратьевич             | Крымская область          | Симферопольский № 228                 | Секретарь ЦК КПУ                                                                                   |                      |
| 252 | Луцив, Зиновий Дмитриевич            | Тернопольская область     | Бучацкий № 364                        | Слесарь Бучацкого спиртокрохмального комбината                                                     |                      |
| 253 | Лучак, Павел Филиппович              | Винницкая область         | Жмеринский № 21                       | Машинист-инструктор локомотивного депо станции Жмеринка                                            |                      |
| 254 | Лысаков, Иван Тимофеевич             | Николаевская область      | Центральный № 285                     | Машинист тепловоза локомотивного депо станции Николаев                                             |                      |
| 255 | Лысенко, Василий Васильевич          | Тернопольская область     | Збаражский № 367                      | Председатель исполкома Тернопольского областного совета                                            |                      |
| 256 | Лысенко, Иван Петрович               | Киевская область          | Макаровский № 192                     | 1-й заместитель председателя исполкома Киевского областного совета                                 |                      |
| 257 | Люшненко, Феодосия Николаевна        | Житомирская область       | Володарск-Волынский № 131             | Звеньевая колхоза имени Ленина Красноармейского района                                             |                      |
| 258 | Лябога, Иван Ефимович                | Харьковская область       | Тракторозаводской № 382               | 1-й секретарь Харьковского городского комитета КПУ                                                 |                      |
| 259 | Лядов, Ростислав Михайлович          | Донецкая область          | Краматорский № 102                    | 1-й секретарь Краматорского городского комитета КПУ                                                |                      |
| 260 | Ляшко, Александр Павлович            | Донецкая область          | Куйбышевский № 81                     | 2-й секретарь ЦК КПУ                                                                               |                      |
| 261 | Майборода, Георгий Илларионович      | Запорожская область       | Запорожский-Октябрьский № 153         | Композитор, председатель правления Союза композиторов Украины                                      |                      |
| 262 | Майоров, Александр Михайлович        | Ивано-Франковская область | Рожнятовский № 180                    | Командующий 38-й армии Прикарпатского военного округа, генерал-майор                               |                      |
| 263 | Макаров, Владимир Александрович      | Днепропетровская область  | Софиевский № 76                       | Командующий 6-й гвардейской танковой армии Киевского военного округа, генерал-майор танковых войск |                      |
| 264 | Макухин, Алексей Наумович            | Крымская область          | Феодосийский № 219                    | 2-й секретарь Крымского областного комитета КПУ                                                    |                      |
| 265 | Макушенко, Николай Александрович     | Херсонская область        | Великолепетиский № 405                | Председатель исполкома Херсонского областного совета                                               |                      |
| 266 | Маленкин, Андрей Сергеевич           | Кировоградская область    | Знаменский № 206                      | Председатель Комитета народного контроля УССР                                                      |                      |
| 267 | Мальцев, Евдоким Егорович            | Львовская область         | Городокский № 268                     | Член Военного Совета — начальник Политуправления Прикарпатского военного округа, генерал-лейтенант |                      |
| 268 | Малютова, Нина Емельяновна           | Днепропетровская область  | Амур-Нижнеднепровский № 47            | Маляр треста «Днепротяжстрой»                                                                      |                      |
| 269 | Манжула, Анатолий Александрович      | Луганская область         | Антрацитовский № 233                  | Начальник комбината «Донбассантрацит»                                                              |                      |
| 270 | Манивчук, Иван Васильевич            | Закарпатская область      | Раховский № 148                       | Крановщик Ясинянского лесокомбината                                                                |                      |
| 271 | Маньковская, Зинаида Михайловна      | Киев                      | Железнодорожный № 4                   | Швея Киевской трикотажной фабрики имени Розы Люксембург                                            |                      |
| 272 | Марко, Наталья Ивановна              | Черниговская область      | Репкинский № 466                      | Свинарка колхоза имени Кирова Репкинского района                                                   |                      |
| 273 | Мартыненко, Иван Поликарпович        | Запорожская область       | Пологовский № 168                     | Бригадир тракторной бригады колхоза «Завет Ленина» Гуляйпольского района                           |                      |
| 274 | Матусевич, Нина Павловна             | Ровенская область         | Млиновский № 342                      | Телятница колхоза «Путь Ленина» Млиновского района                                                 |                      |
| 275 | Махиня, Михаил Михайлович            | Донецкая область          | Краснопрофинтерновский № 96           | 1-й заместитель председателя Госплана УССР                                                         |                      |
| 276 | Мельниченко, Анна Фёдоровна          | Черниговская область      | Черниговский городской № 453          | Бригадир штукатуров Черниговского строительно-монтажного управления № 45 строительного треста № 4  |                      |
| 277 | Мехеда, Михаил Ильич                 | Хмельницкая область       | Изяславский № 418                     | 2-й секретарь Хмельницкого областного комитета КПУ                                                 |                      |
| 278 | Микитенко, Клавдия Ивановна          | Днепропетровская область  | Никопольский № 65                     | Оператор Никопольского Южнотрубного завода                                                         |                      |
| 279 | Минаева, Елена Владимировна          | Крымская область          | Белогорский № 222                     | Звеньевая колхоза «Украина» Белогорского района                                                    | Умерла 30.06.1967    |
| 280 | Миненко, Николай Иванович            | Полтавская область        | Полтавский № 330                      | Комбайнёр колхоза «Большевик» Новосанжарского района                                               |                      |
| 281 | Мироненко, Александр Алексеевич      | Крымская область          | Бахчисарайский № 221                  | Командующий Военно-воздушных сил Черноморского флота, генерал-полковник авиации                    |                      |
| 282 | Михайлов, Николай Николаевич         | Черкасская область        | Звенигородский № 434                  | Министр сельского строительства УССР                                                               |                      |
| 283 | Могильченко, Григорий Сергеевич      | Харьковская область       | Лозовский № 386                       | Председатель колхоза имени Орджоникидзе Лозовского района                                          |                      |
| 284 | Мокроус, Фёдор Яковлевич             | Запорожская область       | Мелитопольский городской № 159        | Председатель исполкома Запорожского областного совета                                              |                      |
| 285 | Молодан, Жанна Михайловна            | Днепропетровская область  | Царичанский № 77                      | Звеньевая колхоза «Большевик» Царичанского района                                                  |                      |
| 286 | Мордовцев, Григорий Алексеевич       | Луганская область         | Кадиевский № 235                      | Бригадир проходчиков шахты имени Чеснокова треста «Кадиевуголь»                                    |                      |
| 287 | Мороз, Нина Александровна            | Донецкая область          | Славянский городской № 112            | Прессовальщица Славянского керамико-изоляторного комбината                                         |                      |
| 288 | Мусиенко, Иван Васильевич            | Черновицкая область       | Сторожинецкий № 451                   | Председатель исполкома Черновицкого областного совета                                              |                      |
| 289 | Мушинский, Антон Александрович       | Винницкая область         | Тывровский № 31                       | Слесарь-наладчик Степановского сахарного завода Винницкого района                                  |                      |
| 290 | Мышковец, Мария Гервасеевна          | Волынская область         | Ковальский № 38                       | Швея Ковельской швейной фабрики                                                                    |                      |
| 291 | Назаренко, Иван Дмитриевич           | Полтавская область        | Миргородский № 328                    | Директор Института истории партии при ЦК КПУ                                                       |                      |
| 292 | Наливайко, Елена Александровна       | Киев                      | Чубаровский № 12                      | Розмитниця механосборного цеха Киевского машиностроительного завода «Большевик»                    |                      |
| 293 | Науменко, Андрей Михайлович          | Сумская область           | Середина-Будский № 358                | Председатель исполкома Сумского областного совета                                                  |                      |
| 294 | Небаба, Григорий Фёдорович           | Запорожская область       | Запорожский-Хортицкий № 156           | Рабочий Днепровского алюминиевого завода                                                           |                      |
| 295 | Небукин, Василий Иванович            | Донецкая область          | Енакиевский № 95                      | Старший вальцовщик Енакиевского металлургического завода                                           |                      |
| 296 | Неизвестный, Николай Александрович   | Одесская область          | Ленинский № 298                       | 1-й секретарь Одесского городского комитета КПУ                                                    |                      |
| 297 | Нелина, Татьяна Гавриловна           | Сумская область           | Роменский городской № 347             | Заведующий хирургическим отделением Роменской районной больницы                                    |                      |
| 298 | Непочатов, Иван Иванович             | Кировоградская область    | Долинский № 205                       | Бригадир совхоза имени Карла Маркса Долинского района                                              |                      |
| 299 | Нестеренко, Анна Дмитриевна          | Ровенская область         | Дубенский № 338                       | Директор Вербской школы-интерната Дубенского района                                                |                      |
| 300 | Никитенкова, Анна Софоновна          | Запорожская область       | Вольнянский № 163                     | Заведующий животноводческой фермы колхоза имени Дзержинского Вольнянского района                   |                      |
| 301 | Никонов, Николай Константинович      | Крымская область          | Керченский № 218                      | Старший агломератники Камыш-Бурунского железорудного комбината                                     |                      |
| 302 | Новаковец, Степан Денисович          | Ровенская область         | Гощанский № 337                       | Председатель исполкома Ровенского областного совета                                                |                      |
| 303 | Новиков, Фёдор Макарович             | Днепропетровская область  | Криворожский-Жовтневый № 62           | Бригадир комплексной бригады шахты «Большевик» рудоуправления имени Коминтерна г. Кривой Рог       |                      |
| 304 | Овчаренко, Фёдор Данилович           | Донецкая область          | Харцызский № 115                      | Секретарь ЦК КПУ                                                                                   | Доизбран 18.10.1970  |
| 305 | Огийко, Любовь Савельевна            | Днепропетровская область  | Красногвардейский № 50                | Электромонтажница Южного машиностроительного завода                                                |                      |
| 306 | Одринская, Александра Петровна       | Донецкая область          | Константиновский № 101                | Бригадир разметчиков Константиновского завода «Автостекло»                                         |                      |
| 307 | Ольшанская, София Игнатьевна         | Львовская область         | Яворовский № 282                      | Звеньевая колхоза имени Шевченко Яворовского района                                                |                      |
| 308 | Омельченко, Иван Акимович            | Донецкая область          | Ленинский № 82                        | Бригадир зубофрезеровальщиков Донецкого машиностроительного завода имени 15-летия ЛКСМУ            |                      |
| 309 | Пакош, София Николаевна              | Львовская область         | Пустомытовский № 276                  | Доярка опытного хозяйства «Оброшино» НИИ земледелия и животноводства западных районов УССР         |                      |
| 310 | Паламарчук, Иван Константинович      | Хмельницкая область       | Полонский № 423                       | Токарь Понинковского целлюлозно-бумажного комбината Полонского района                              |                      |
| 311 | Панасенко, Ольга Кондратьевна        | Харьковская область       | Барвенковский № 388                   | Птичница совхоза имени Куйбышева Барвенковского района                                             |                      |
| 312 | Паненко, Василий Александрович       | Сумская область           | Сумской № 359                         | Старший аппаратчик Сумского химического комбината                                                  |                      |
| 313 | Пасечник, Раиса Васильевна           | Винницкая область         | Ямпольский № 36                       | Заведующий фермы колхоза имени XX съезда КПСС Томашпольского района                                |                      |
| 314 | Патон, Борис Евгеньевич              | Донецкая область          | Калининский № 79                      | Президент Академии наук УССР                                                                       |                      |
| 315 | Пахомов, Илья Владимирович           | Харьковская область       | Орджоникидзевский № 381               | Директор Харьковского завода «Электротяжмаш» имени В. И. Ленина                                    |                      |
| 316 | Пашко, Яков Ефимович                 | Черниговская область      | Куликовский № 462                     | Главный редактор журнала «Коммунист Украины»                                                       |                      |
| 317 | Пашков, Валентин Иванович            | Крымская область          | Нахимовский № 214                     | 1-й секретарь Севастопольского городского комитета КПУ                                             |                      |
| 318 | Пашкова, Вера Тимофеевна             | Харьковская область       | Дергачёвский № 392                    | Учительница Дергачёвской школы-интерната Дергачёвского района                                      |                      |
| 319 | Пашов, Михаил Васильевич             | Днепропетровская область  | Петропавловский № 72                  | Председатель исполкома Днепропетровского областного совета                                         |                      |
| 320 | Пащенко, Татьяна Павловна            | Киевская область          | Яготинский № 199                      | Бригадир Яготинской птицефабрики                                                                   |                      |
| 321 | Пенюшкевич, Галина Владимировна      | Хмельницкая область       | Дунаевецкий № 417                     | Зоотехник колхоза имени Богдана Хмельницкого Дунаевецкого района                                   |                      |
| 322 | Пинтюк, Евдокия Танасиевна           | Черновицкая область       | Глибоцкий № 447                       | Телятница колхоза «Советская Буковина» Глубокского района                                          |                      |
| 323 | Писнячевский, Дмитрий Петрович       | Харьковская область       | Красноградский № 394                  | Председатель исполкома Харьковского областного совета                                              | Умер 14.11.1968      |
| 324 | Пичужкин, Михаил Сергеевич           | Днепропетровская область  | Криворожский-Дзержинский № 61         | 1-й секретарь Криворожского городского комитета КПУ                                                |                      |
| 325 | Племянница, Мария Андреевна          | Одесская область          | Сиротский № 313                       | Звеньевая колхоза «Родина» Саратского района                                                       |                      |
| 326 | Плютинский, Владимир Антонович       | Ровенская область         | Ровенский № 343                       | Председатель колхоза «Заря коммунизма» Ровенского района                                           |                      |
| 327 | Побегайло, Константин Михайлович     | Луганская область         | Лутугинский № 248                     | Министр энергетики и электрификации УССР                                                           |                      |
| 328 | Поведа, Галина Антоновна             | Хмельницкая область       | Шепетовский № 412                     | Аппаратчица Шепетовского сахарного комбината                                                       |                      |
| 329 | Подгородецкий, Моисей Еремеевич      | Хмельницкая область       | Каменец-Подольский № 419              | Председатель колхоза «Коммунист» Каменец-Подольского района                                        |                      |
| 330 | Подлепа, Алексей Пантелеймонович     | Днепропетровская область  | Криворожский № 60                     | Управляющий трестом «Криворожаглострой»                                                            | Умер 11.11.1970      |
| 331 | Подлесная, Валентина Степановна      | Тернопольская область     | Подволочисский № 370                  | Заведующий родильного отделения Подволочисской районной больницы                                   |                      |
| 332 | Покальчук, Антон Федосеевич          | Тернопольская область     | Кременецкий № 369                     | Председатель Украинского республиканского комитета ДОСААФ, генерал-майор                           |                      |
| 333 | Политицкий, Анатолий Петрович        | Крымская область          | Белогорский № 222                     | Бригадир садоводческой бригады колхоза имени XXI съезда КПСС Белогорского района                   | Доизбран 27.08.1967  |
| 334 | Полтавский, Сергей Ефремович         | Черновицкая область       | Вижницкий № 446                       | Водитель лесовоза Берегометского лесокомбината Вижницкого района                                   |                      |
| 335 | Пономарёв, Пётр Алексеевич           | Донецкая область          | Макеевский-Советский № 108            | 1-й секретарь Макеевского городского комитета КПУ                                                  |                      |
| 336 | Пономаренко, Владимир Пантелеевич    | Луганская область         | Краснолучский № 239                   | Электрослесарь шахты 17-17-бис треста «Краснолучуголь»                                             |                      |
| 337 | Попова, Анна Никифоровна             | Луганская область         | Лисичанский № 247                     | Бригадир совхоза «Врубовка» Лисичанского района                                                    |                      |
| 338 | Попова, Евдокия Степановна           | Крымская область          | Киевский № 216                        | Бригадир Симферопольского трикотажной фабрики № 1                                                  |                      |
| 339 | Попович, Павел Романович             | Киевская область          | Белоцерковский № 185                  | Лётчик-космонавт СССР                                                                              |                      |
| 340 | Потапов, Александр Яковлевич         | Донецкая область          | Дзержинский № 92                      | Начальник комбината «Артёмуголь»                                                                   |                      |
| 341 | Пржеорский, Иван Брониславович       | Житомирская область       | Бердичевский № 127                    | Директор Бердичевского станкостроительного завода «Комсомолец»                                     |                      |
| 342 | Приходько, Варвара Николаевна        | Донецкая область          | Великоновосёлковский № 118            | Звеньевая колхоза имени Горького Великоновосёлковского района                                      |                      |
| 343 | Прищепа, Иван Кузьмич                | Черниговская область      | Менский № 463                         | Председатель колхоза «Родина» Менского района                                                      |                      |
| 344 | Прокопенко, Иван Борисович           | Киев                      | Октябрьский № 3                       | Дюральщик Киевского авиационного завода                                                            |                      |
| 345 | Прокопова, Надежда Николаевна        | Черкасская область        | Чигиринский № 442                     | Токарь Каменского машиностроительного завода                                                       |                      |
| 346 | Пуденко, Григорий Иванович           | Полтавская область        | Лубенский № 327                       | 1-й секретарь Лубенского районного комитета КПУ                                                    |                      |
| 347 | Пучковская, Надежда Александровна    | Одесская область          | Приморский № 299                      | Директор Украинского НИИ глазных заболеваний и тканевой терапии имени Академика Филатова           |                      |
| 348 | Пушкин, Анатолий Иванович            | Ровенская область         | Костопольский № 341                   | Командующий ВВС Южной группы войск, генерал-лейтенант авиации                                      |                      |
| 349 | Радевич, Ольга Ивановна              | Хмельницкая область       | Хмельницкий № 410                     | Токарь Хмельницкого завода «Трактородеталь»                                                        |                      |
| 350 | Радзиевский, Иван Иванович           | Киев                      | Подольский № 9                        | Фрезеровщик Киевского завода «Ленинская кузница»                                                   |                      |
| 351 | Радионова, Валентина Ивановна        | Одесская область          | Ильичевский № 296                     | Шлифовальщица Одесского завода радиально-сверлильных станков                                       |                      |
| 352 | Рейтаровская, Анна Порфирьевна       | Запорожская область       | Мелитопольский № 166                  | Заведующий фермы колхоза имени Ватутина Мелитопольского района                                     |                      |
| 353 | Ремесло, Василий Николаевич          | Киевская область          | Кагарлицкий № 190                     | Директор Мироновской селекционной опытной станции                                                  |                      |
| 354 | Репа, Анастасия Степановна           | Сумская область           | Недригайловский № 354                 | Звеньевая колхоза «Коминтерн» Недригайловского района                                              |                      |
| 355 | Решетников, Василий Васильевич       | Черновицкая область       | Кельменецкий № 448                    | Командир 2-го отдельного тяжёлого бомбардировочного авиакорпуса, генерал-лейтенант авиации         |                      |
| 356 | Римар, Владимир Павлович             | Харьковская область       | Балаклейский № 387                    | Буровой мастер Шебелинской специализированной конторы электробурения                               |                      |
| 357 | Розенко, Пётр Акимович               | Луганская область         | Лисичанский городской № 240           | Заместитель председателя Совета Министров СССР                                                     |                      |
| 358 | Романюк, Александр Иванович          | Херсонская область        | Скадовский № 409                      | Звеньевой-механизатор колхоза «Новая жизнь» Скадовского района                                     |                      |
| 359 | Руденко, Яков Кузьмич                | Николаевская область      | Октябрьский № 291                     | Заведующий отделом оборонной промышленности ЦК КПУ                                                 |                      |
| 360 | Руднев, Иван Семёнович               | Крымская область          | Ленинский № 213                       | Член Военного Совета — начальник Политуправления Черноморского флота, контр-адмирал                |                      |
| 361 | Русин, Василий Павлович              | Закарпатская область      | Иршавский № 146                       | Председатель исполкома Закарпатского областного совета                                             |                      |
| 362 | Русина, Надежда Филипповна           | Черниговская область      | Борзнянский № 458                     | Главный врач Шаповаловской участковой больницы Борзнянского района                                 |                      |
| 363 | Рыбак, Юрий Петрович                 | Житомирская область       | Житомирский городской № 126           | Станочник Житомирского мебельного комбината                                                        |                      |
| 364 | Рыженко, Леонид Петрович             | Тернопольская область     | Теребовлянский № 371                  | Министр мясной и молочной промышленности УССР                                                      |                      |
| 365 | Рыжук, Мария Матвеевна               | Киевская область          | Тетиевский № 197                      | Бригадир колхоза «Путь к коммуне» Тетиевского района                                               |                      |
| 366 | Рычко, Василий Власович              | Черкасская область        | Корсунь-Шевченковский № 437           | 2-й секретарь Черкасского областного комитета КПУ                                                  |                      |
| 367 | Рябокляч, Андрей Карпович            | Житомирская область       | Малинский № 137                       | Ответственный редактор газеты «Советская Украина»                                                  |                      |
| 368 | Рябуха, Нина Егоровна                | Харьковская область       | Валковский № 390                      | Свинарка колхоза имени Карла Маркса Нововодолажского района                                        |                      |
| 369 | Сабан, Ольга Ивановна                | Львовская область         | Нестеровский № 274                    | Звеньевая колхоза имени 17 сентября Нестеровского района                                           |                      |
| 370 | Савченко, Мария Харитоновна          | Сумская область           | Лебединский № 353                     | Заведующий животноводческой фермы колхоза имени Ленина Лебединского района                         |                      |
| 371 | Савчук, Антонина Сидоровна           | Житомирская область       | Любарский № 136                       | Звеньевая колхоза имени Кирова Чудновского района                                                  |                      |
| 372 | Самардак, Михаил Климентьевич        | Донецкая область          | Макеевский-Красногвардейский № 110    | Рабочий очистного забоя шахты № 8-8-бис треста «Красногвардейскуголь»                              |                      |
| 373 | Самойленко, Ольга Гордеевна          | Черкасская область        | Уманский № 430                        | Швея Уманской швейной фабрики                                                                      |                      |
| 374 | Санов, Николай Михайлович            | Кировоградская область    | Ульяновский № 212                     | Министр пищевой промышленности УССР                                                                |                      |
| 375 | Сахновский, Георгий Леонидович       | Одесская область          | Котовский № 304                       | Министр торговли СССР                                                                              |                      |
| 376 | Северинов, Кузьма Антипович          | Донецкая область          | Новоэкономический № 105               | Бригадир комплексной бригады шахты № 5-6 имени Димитрова треста «Красноармейскуголь»               |                      |
| 377 | Селиванов, Александр Игнатьевич      | Черновицкая область       | Черновицкий-Первомайский № 445        | Министр коммунального хозяйства УССР                                                               |                      |
| 378 | Серобаба, Владимир Яковлевич         | Донецкая область          | Славянский № 123                      | Ответственный редактор газеты «Правда Украины»                                                     |                      |
| 379 | Сидяк, Галина Фёдоровна              | Херсонская область        | Днепровский № 400                     | Ткачиха Херсонского хлопчатобумажного комбината                                                    |                      |
| 380 | Синченко, Георгий Захарович          | Хмельницкая область       | Белогорский № 413                     | Министр связи УССР                                                                                 |                      |
| 381 | Сипитий, Константин Мартынович       | Донецкая область          | Горловский-Центральный № 90           | Бригадир комплексной бригады строительного управления № 1 треста «Горловскжилстрой»                |                      |
| 382 | Слесарь, Людмила Трофимовна          | Днепропетровская область  | Пятихатский № 73                      | Свинарка колхоза «Украина» Пятихатского района                                                     |                      |
| 383 | Слюсаренко, Виталий Андреевич        | Львовская область         | Радеховский № 277                     | 2-й секретарь Львовского областного комитета КПУ                                                   |                      |
| 384 | Соболь, Николай Александрович        | Харьковская область       | Изюмский № 384                        | 1-й заместитель председателя Совета Министров СССР                                                 |                      |
| 385 | Совина, Евдокия Омельяновна          | Донецкая область          | Красноармейский № 104                 | Доярка колхоза имени Свердлова Красноармейского района                                             |                      |
| 386 | Сокол, Анатолий Яковлевич            | Донецкая область          | Кировский № 80                        | Машинист угольного комбайна шахты имени Абакумова треста «Рутченкиуголь»                           |                      |
| 387 | Сокол, Владимир Васильевич           | Киевская область          | Фастовский № 184                      | 2-й секретарь Киевского областного комитета КПУ                                                    |                      |
| 388 | Соколов, Иван Захарович              | Харьковская область       | Волчанский № 391                      | 2-й секретарь Харьковского областного комитета КПУ                                                 |                      |
| 389 | Соловьёв, Валентин Михайлович        | Одесская область          | Измаильский городской № 303           | Капитан теплохода «Новый Донбасс» Дунайского советского пароходства                                |                      |
| 390 | Сологуб, Виталий Алексеевич          | Донецкая область          | Горловский № 87                       | 2-й секретарь Донецкого областного комитета КПУ                                                    |                      |
| 391 | Сорочан, Николай Антонович           | Николаевская область      | Заводской № 283                       | Бригадир электросварщиков Николаевского судостроительного завода имени Носенко                     |                      |
| 392 | Соха, Григорий Карпович              | Днепропетровская область  | Синельниковский № 74                  | Машинист электровоза локомотивного депо станции Синельниково                                       |                      |
| 393 | Средин, Геннадий Васильевич          | Львовская область         | Бродовский № 267                      | Член Военного Совета — начальник Политуправления Южной группы войск, генерал-лейтенант             |                      |
| 394 | Старунский, Владимир Гордеевич       | Киевская область          | Переяслав-Хмельницкий № 194           | Заведующий отделом торговли и финансовых органов ЦК КПУ                                            |                      |
| 395 | Стеблюк, Иван Иванович               | Крымская область          | Железнодорожный № 215                 | Машинист тепловоза локомотивного депо станции Симферополь                                          |                      |
| 396 | Степаненко, Игорь Дмитриевич         | Винницкая область         | Калиновский № 22                      | Заместитель Председателя Совета Министров СССР                                                     |                      |
| 397 | Степаненко, Любовь Тимофеевна        | Харьковская область       | Ленинский № 379                       | Швея Харьковской швейной фабрики имени Тинякова                                                    |                      |
| 398 | Степанкевич, Муза Николаевна         | Винницкая область         | Барский № 17                          | Аппаратчица Барского спиртодрожжевого комбината                                                    |                      |
| 399 | Степанчук, Пётр Алексеевич           | Киев                      | Дарницкий № 1                         | Бригадир комплексной бригады строительного управления треста «Киевгорстрой» № 5                    |                      |
| 400 | Стефаник, Семён Васильевич           | Львовская область         | Сколевский № 278                      | Председатель исполкома Львовского областного совета                                                |                      |
| 401 | Стеценко, Степан Емельянович         | Черкасская область        | Черкасский № 441                      | Председатель исполкома Черкасского областного совета                                               |                      |
| 402 | Стигнеева, Людмила Ивановна          | Ивано-Франковская область | Коломыйский № 170                     | Главный врач Коломыйской инфекционной больницы                                                     |                      |
| 403 | Сторожук, Иван Яковлевич             | Хмельницкая область       | Староконстантиновский № 425           | 1-й секретарь Староконстантиновского районного комитета КПУ                                        |                      |
| 404 | Стоян, Надежда Афанасьевна           | Николаевская область      | Новобугский № 293                     | Трактористка колхоза имени Ленина Березнеговатского района                                         |                      |
| 405 | Стратонов, Николай Степанович        | Луганская область         | Артёмовский № 229                     | 1-й секретарь Луганского городского комитета КПУ                                                   |                      |
| 406 | Стрельцов, Василий Емельянович       | Днепропетровская область  | Верхнеднепровский № 70                | 1-й секретарь Верхнеднепровского районного комитета КПУ                                            |                      |
| 407 | Сюсюкова, Мария Петровна             | Запорожская область       | Каменско-Днепровский № 164            | Звеньевая совхоза «Днепровский» Каменско-Днепровского района                                       |                      |
| 408 | Тарадайко, Всеволод Семёнович        | Донецкая область          | Макеевский-Войковский № 106           | Начальник комбината «Донецкуголь»                                                                  |                      |
| 409 | Тарасенко, Пётр Антонович            | Днепропетровская область  | Ленинский № 51                        | Сталевар Днепропетровского металлургического завода имени Петровского                              |                      |
| 410 | Тендитник, Дмитрий Иванович          | Полтавская область        | Зеньковский № 322                     | Бригадир тракторной бригады колхоза «Украина» Зеньковского района                                  |                      |
| 411 | Терехов, Константин Павлович         | Житомирская область       | Новоград-Волынский № 129              | 2-й секретарь Житомирского областного комитета КПУ                                                 |                      |
| 412 | Тертишник, София Михайловна          | Киевская область          | Бориспольский № 186                   | Доярка совхоза «Вороньковский» Бориспольского района                                               |                      |
| 413 | Тимошина, Мария Власьевна            | Хмельницкая область       | Славутский № 424                      | Литейщик Славутского завода «Будфаянс»                                                             |                      |
| 414 | Титаренко, Алексей Антонович         | Запорожская область       | Бердянский городской № 158            | Секретарь ЦК КПУ                                                                                   |                      |
| 415 | Тишковец, Акулина Алексеевна         | Ровенская область         | Владимирецкий № 336                   | Звеньевая колхоза «Октябрь» Владимирецкого района                                                  |                      |
| 416 | Тищенко, Оксана Ивановна             | Николаевская область      | Вознесенский № 289                    | Доярка колхоза «Прогресс» Вознесенского района                                                     |                      |
| 417 | Ткаченко, Мария Владимировна         | Луганская область         | Свердловский № 253                    | Доярка колхоза «Родина» Свердловского района                                                       |                      |
| 418 | Тодорчук, Надежда Трофимовна         | Черновицкая область       | Хотинский № 452                       | Звеньевая колхоза «Родина» Кельменецкого района                                                    |                      |
| 419 | Тонкошкур, Василий Антонович         | Киевская область          | Мироновский № 193                     | 1-й секретарь Мироновского районного комитета КПУ                                                  |                      |
| 420 | Топалова, Елена Васильевна           | Николаевская область      | Первомайский № 286                    | Звеньевая колхоза имени Ленина Первомайского района                                                |                      |
| 421 | Третьякова, Людмила Степановна       | Одесская область          | Железнодорожный № 295                 | Инженер-конструктор Одесского завода «Автогенмаш»                                                  |                      |
| 422 | Тронько, Пётр Тимофеевич             | Волынская область         | Рожищенский № 46                      | Заместитель председателя Совета Министров СССР                                                     |                      |
| 423 | Трофименко, Мария Антоновна          | Винницкая область         | Теплицкий № 30                        | Доярка колхоза «Россия» Теплицкого района                                                          |                      |
| 424 | Трутнев, Анатолий Петрович           | Запорожская область       | Бердянский № 161                      | 2-й секретарь Запорожского областного комитета КПУ                                                 |                      |
| 425 | Труш, Иван Трофимович                | Донецкая область          | Краснолиманский № 121                 | Машинист электровоза локомотивного депо станции Красный Лиман                                      |                      |
| 426 | Турик, Николай Антонович             | Луганская область         | Октябрьский № 230                     | Директор Луганского тепловозостроительного завода имени Октябрьской революции                      |                      |
| 427 | Тычина, Павел Григорьевич            | Черкасская область        | Каневский № 436                       | Поэт, член Правления Союза писателей СССР                                                          | Умер 16.09.1967      |
| 428 | Тычинин, Виктор Сергеевич            | Луганская область         | Краснодонский № 238                   | Начальник Главного управления Совета Министров СССР по материально-техническому снабжению          |                      |
| 429 | Удовиченко, Пётр Платонович          | Хмельницкая область       | Летичевский № 421                     | Министр образования УССР                                                                           |                      |
| 430 | Уланов, Анатолий Андреевич           | Днепропетровская область  | Кировский № 49                        | 1-й секретарь Днепропетровского городского комитета КПУ                                            |                      |
| 431 | Уханёва, Мария Васильевна            | Донецкая область          | Амвросиевский № 117                   | Доярка совхоза «Амвросиевский» Амвросиевского района                                               |                      |
| 432 | Ушакова, Лариса Александровна        | Донецкая область          | Железнодорожный № 78                  | Старший научный сотрудник Донецкого научно-исследовательского угольного института                  |                      |
| 433 | Фатовенко, Любовь Васильевна         | Кировоградская область    | Александрийский № 211                 | Доярка колхоза «Ленинский путь» Александрийского района                                            |                      |
| 434 | Федоренко, Виктор Павлович           | Сумская область           | Сумской городской № 345               | 2-й секретарь Сумского областного комитета КПУ                                                     |                      |
| 435 | Фесенко, Владимир Елисеевич          | Крымская область          | Красноперекопский № 226               | Начальник Управления КГБ по Крымской области, генерал-майор                                        |                      |
| 436 | Фтом, Иосиф Васильевич               | Львовская область         | Самборский № 275                      | Бригадир колхоза «Россия» Перемышлянского района                                                   |                      |
| 437 | Фурман, Николай Корнеевич            | Винницкая область         | Мурованокуриловецкий № 27             | 2-й секретарь Винницкого областного комитета КПУ                                                   |                      |
| 438 | Хавренко, Василий Михайлович         | Днепропетровская область  | Жёлтоводский № 57                     | Бригадир проходчиков шахты «Новая» г. Жёлтые Воды                                                  |                      |
| 439 | Халапсин, Владимир Николаевич        | Херсонская область        | Суворовский № 402                     | 2-й секретарь Херсонского областного комитета КПУ                                                  |                      |
| 440 | Хорунжий, Михаил Васильевич          | Одесская область          | Балтский № 305                        | Председатель исполкома Одесского областного совета                                                 |                      |
| 441 | Хромичева, Стефания Иосифовна        | Ивано-Франковская область | Городенковский № 173                  | Председатель колхоза имени Ивана Франко Городенковского района                                     |                      |
| 442 | Худолей, Иван Петрович               | Винницкая область         | Винницкий городской № 15              | Директор Винницкого химического комбината имени Я. М. Свердлова                                    |                      |
| 443 | Царик, Григорий Яковлевич            | Киев                      | Печерский № 8                         | Токарь-лекальщик Киевского завода «Арсенал»                                                        |                      |
| 444 | Цибко, Людмила Михайловна            | Хмельницкая область       | Каменец-Подольский городской № 411    | Швея Каменец-Подольской швейной фабрики                                                            |                      |
| 445 | Цыбулько, Владимир Михайлович        | Донецкая область          | Октябрьский № 98                      | 1-й секретарь Ждановского городского комитета КПУ                                                  |                      |
| 446 | Чалый, Василий Афанасьевич           | Харьковская область       | Железнодорожный № 376                 | Машинист тепловоза локомотивного депо имени Кирова станции Основа Харьковской области              | Доизбран 06.07.1969  |
| 447 | Чебриков, Виктор Михайлович          | Днепропетровская область  | Ингулецкий № 59                       | 2-й секретарь Днепропетровского областного комитета КПУ                                            |                      |
| 448 | Чемодуров, Трофим Николаевич         | Крымская область          | Ялтинский № 220                       | Председатель исполкома Крымского областного совета                                                 |                      |
| 449 | Червонюк, Евгений Иванович           | Харьковская область       | Мерефьянский № 397                    | Артист Харьковского государственного театра оперы и балета имени Лысенко                           |                      |
| 450 | Черемисов, Николай Гаврилович        | Донецкая область          | Новокраматорский № 103                | Токарь Новокраматорского машиностроительного завода имени Ленина                                   |                      |
| 451 | Чернега, Людмила Васильевна          | Кировоградская область    | Кировоградский городской № 200        | Токарь Кировоградского завода «Красная Звезда»                                                     |                      |
| 452 | Чернявская, Ольга Петровна           | Черновицкая область       | Черновицкий-Ленинский № 444           | Швея-мотористка Черновицкой трикотажной фабрики № 2                                                |                      |
| 453 | Чиж, Владимир Филиппович             | Днепропетровская область  | Васильковский № 69                    | 1-й заместитель командующего войсками Киевского военного округа, генерал-полковник                 |                      |
| 454 | Чолавин, Гавриил Иванович            | Львовская область         | Сокальский № 279                      | Бригадир колхоза «Украина» Сокальского района                                                      |                      |
| 455 | Чуркин, Иван Кузьмич                 | Львовская область         | Червоноградский № 266                 | Бригадир рабочих очистного забоя шахты № 6 «Великомостовская» треста «Червоноградуголь»            |                      |
| 456 | Шалимов, Александр Алексеевич        | Харьковская область       | Вузовский № 373                       | Директор НИИ общей и неотложной хирургии                                                           |                      |
| 457 | Шапочка, Лариса Александровна        | Днепропетровская область  | Солонянский № 75                      | Доярка колхоза «Прогресс» Солонянского района                                                      |                      |
| 458 | Шатилова, Вера Васильевна            | Киев                      | Московский № 7                        | Электромонтажница Киевского механического завода «Коммунист»                                       |                      |
| 459 | Швец, Иван Трофимович                | Киев                      | Днепровский № 2                       | Ректор Киевского государственного университета имени Тараса Шевченко, академик АН УССР             |                      |
| 460 | Швыдка, Фёкла Александровна          | Киевская область          | Сквирский № 195                       | Звеньевая колхоза имени Куйбышева Сквирского района                                                |                      |
| 461 | Шевель, Георгий Георгиевич           | Полтавская область        | Кобеляцкий № 324                      | Заведующий отделом пропаганды и агитации ЦК КПУ                                                    |                      |
| 462 | Шевченко, Александра Фёдоровна       | Киевская область          | Киево-Святошинский № 191              | Доярка совхоза «Бучанский» Киево-Святошинского района                                              |                      |
| 463 | Шевченко, Надежда Дмитриевна         | Киевская область          | Иванковский № 189                     | Учительница Иванковской средней школы                                                              |                      |
| 464 | Шевченко, Ольга Ивановна             | Черниговская область      | Ичнянский № 459                       | Доярка племзавода «Тростянец» Ичнянского района                                                    |                      |
| 465 | Шелест, Пётр Ефимович                | Киев                      | Ленинский № 6                         | 1-й секретарь ЦК КПУ                                                                               |                      |
| 466 | Шимчук, Николай Максимович           | Волынская область         | Нововолынский № 39                    | Бригадир рабочих очистного забоя шахты № 5 «Нововолынская» треста «Нововолынскуголь»               |                      |
| 467 | Шолойко, Анастасия Карповна          | Черниговская область      | Козелецкий № 460                      | Звеньевая колхоза имени Жданова Козелецкого района                                                 |                      |
| 468 | Шпаковский, Лев Константинович       | Днепропетровская область  | Марганецкий № 64                      | Министр бытового обслуживания населения УССР                                                       |                      |
| 469 | Шульгин, Николай Павлович            | Донецкая область          | Центральный № 85                      | 1-й секретарь Донецкого городского комитета КПУ                                                    |                      |
| 470 | Шульженко, Борис Сергеевич           | Донецкая область          | Харцызский № 115                      | 1-й заместитель председателя КГБ при Совете Министров СССР, генерал-майор                          | Умер 04.06.1970      |
| 471 | Шупик, Платон Лукич                  | Львовская область         | Старосамборский № 280                 | Министр здравоохранения УССР                                                                       |                      |
| 472 | Щербицкий, Владимир Васильевич       | Днепропетровская область  | Баглейский № 55                       | Председатель Совета Министров УССР                                                                 |                      |
| 473 | Эрфан, Павел Петрович                | Закарпатская область      | Хустский № 151                        | Тракторист колхоза «Ленинский путь» Хустского района                                               |                      |
| 474 | Юпко, Лев Дмитриевич                 | Запорожская область       | Запорожский Шевченковский № 157       | Директор металлургического завода «Запорожсталь»                                                   |                      |
| 475 | Якубов, Анатолий Михайлович          | Полтавская область        | Карловский № 323                      | 2-й секретарь Полтавского областного комитета КПУ                                                  |                      |
| 476 | Якубовский, Иван Игнатьевич          | Киевская область          | Белоцерковский городской № 182        | Командующий войсками Киевского военного округа, генерал армии                                      |                      |
| 477 | Янковская, Степанида Николаевна      | Ровенская область         | Дубровицкий № 339                     | Звеньевая колхоза имени XIX съезда КПСС Дубровицкого района                                        |                      |
| 478 | Ярощук, Ефим Арсентьевич             | Волынская область         | Гороховский № 41                      | Председатель исполкома Волынского областного совета                                                |                      |
| 479 | Васильев, Алексей Фёдорович          | Львовская область         | Стрыйский № 265                       | Буровой мастер по ремонту скважин Стрыйского газопромышленного управления                          |                      |